# Alvik (Luleå)
Pour les articles homonymes, voir Alvik.
Alvik est une localité de la commune de Luleå dans le comté de Norrbotten en Suède.
Sa population était de 828 habitants en 2018.